# Station Wichelen
Station Wichelen is een spoorwegstation in de gemeente Wichelen op spoorlijn 53 (Schellebelle - Leuven). Het is nu een stopplaats.
Wichelen is een typische spoorweghalte. De perrons zijn uitgerust met een handvol wachthuisjes van het nieuwe type ("Mechelen") die beschutting tegen regen en wind moeten bieden. Sinds 2014 is op perron 1 een biljetautomaat geplaatst. Aan elk perron is een overdekte fietsenstalling aanwezig en aan de kant van het dorp tevens een gratis parking voor circa 25 wagens. De stopplaats is net naast een overweg gelegen.
Om het spoor over te steken is er ongeveer 300 meter verder in de richting van Dendermonde een oversteekbrug voorzien. Die voetgangersbrug (met fietsgoot) wordt echter vooral gebruikt door de buurtbewoners omdat vrijwel alle reizigers om de sporen te kruisen de veel dichterbij gelegen overweg gebruiken .
Wichelen wordt in de week om het uur bediend door de L 02-trein. Er stoppen ook een heel beperkt aantal P-treinen. Vooral pendelaars en schoolgaande jongeren maken druk gebruik van de stopplaats.
Sinds 12 december 2021 stopt in het weekend de L 28-trein in Wichelen.

## Galerij

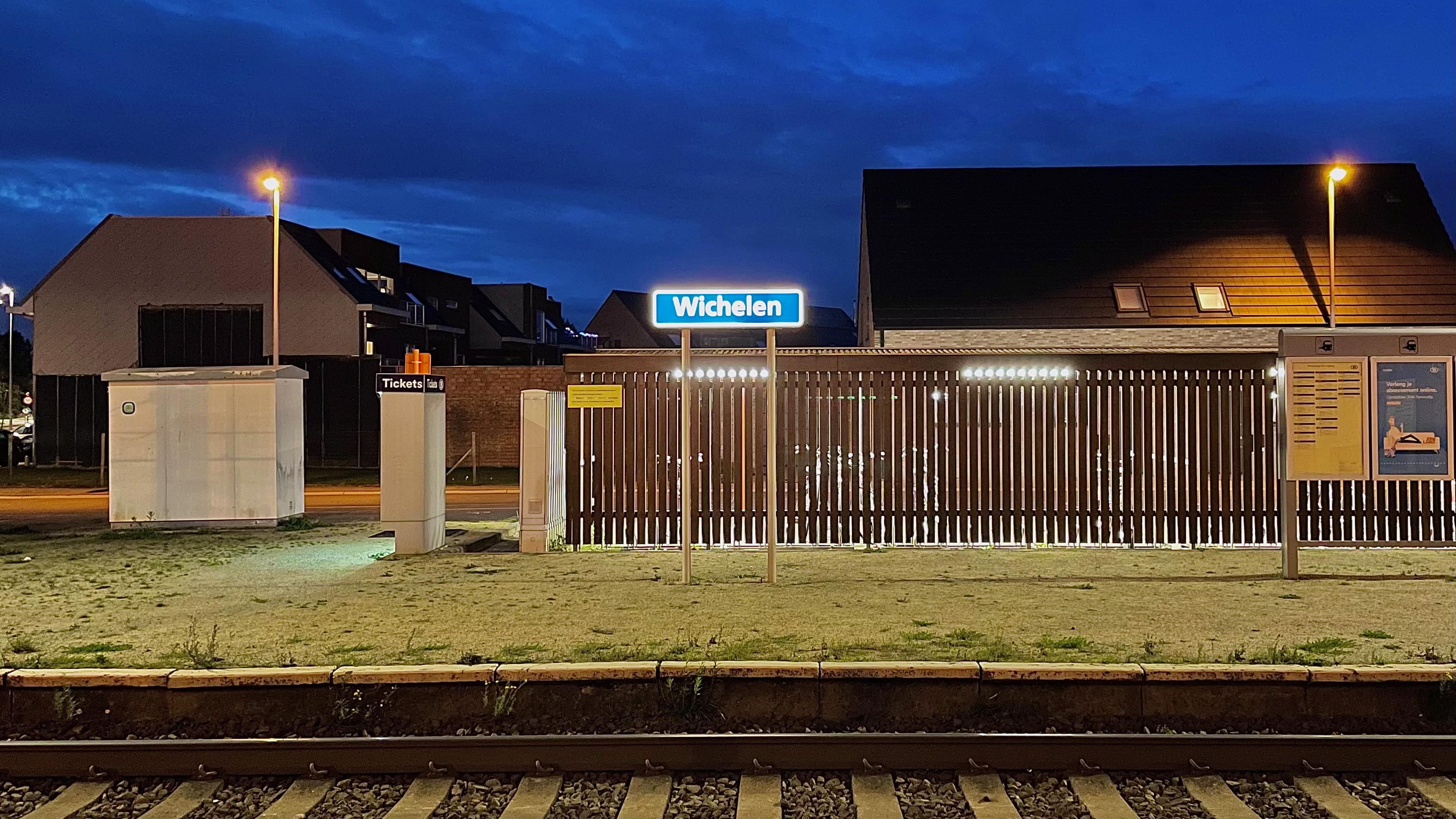
Plaatsnaambord
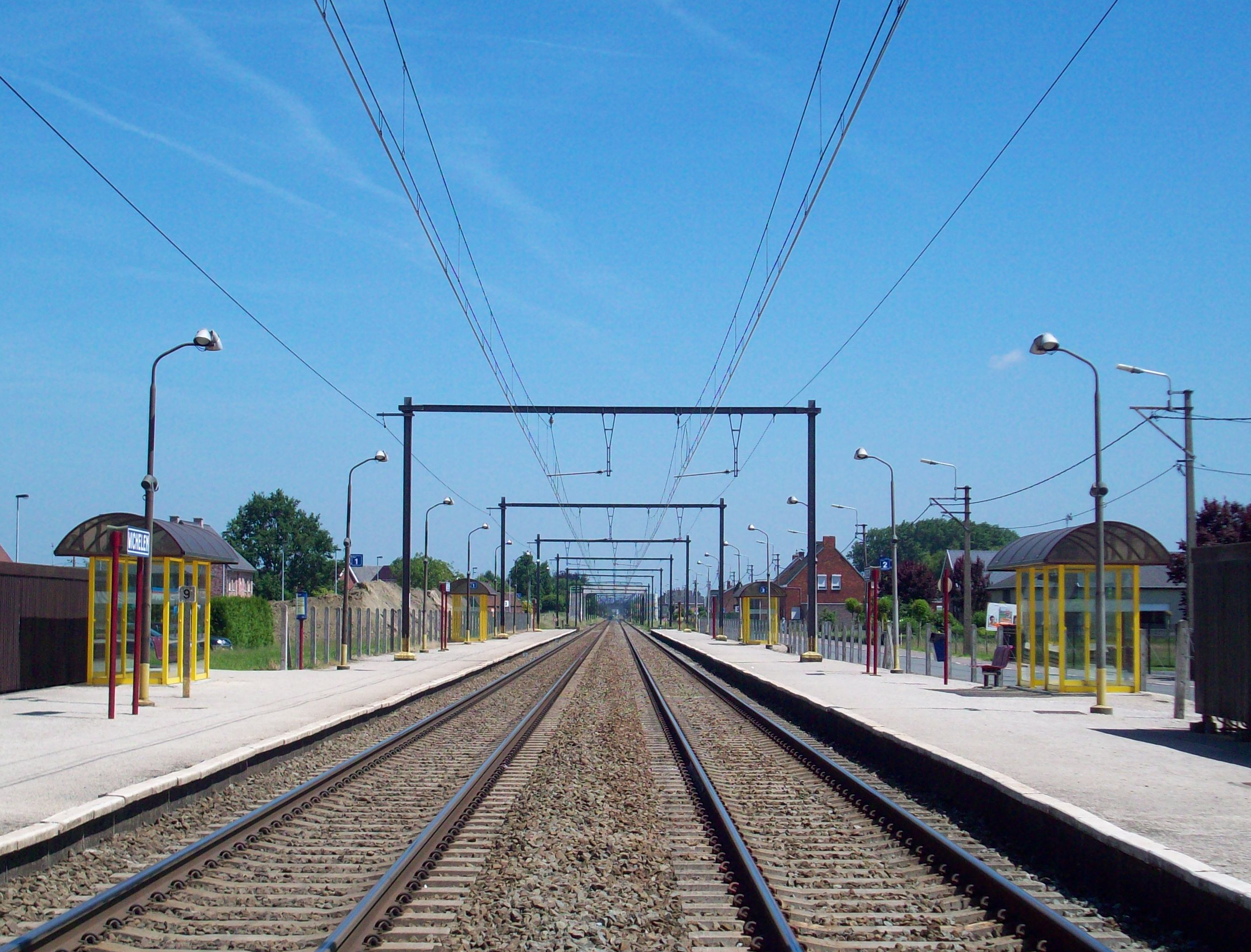
Zicht op de sporen
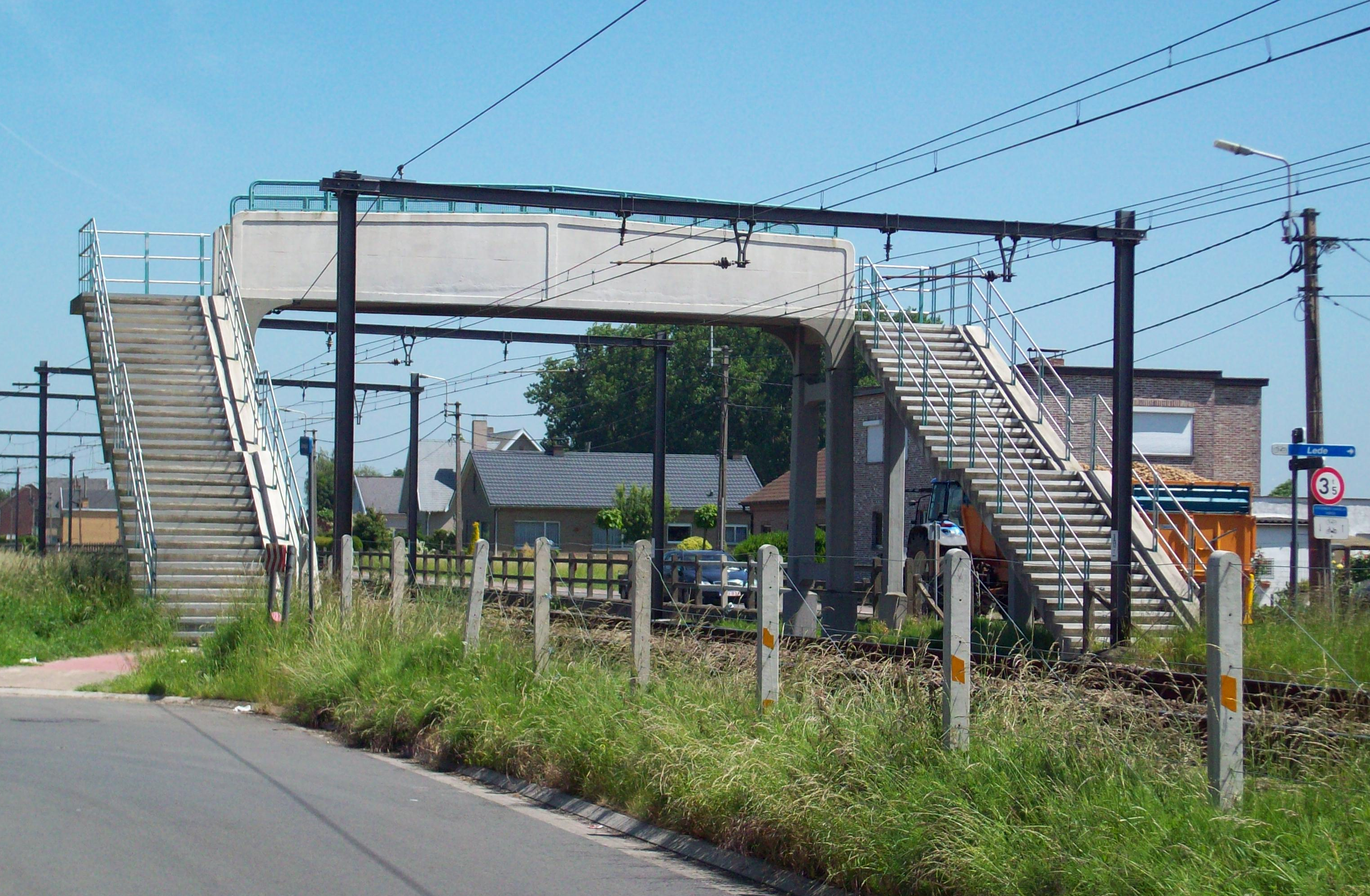
Oversteekbrug even verderop
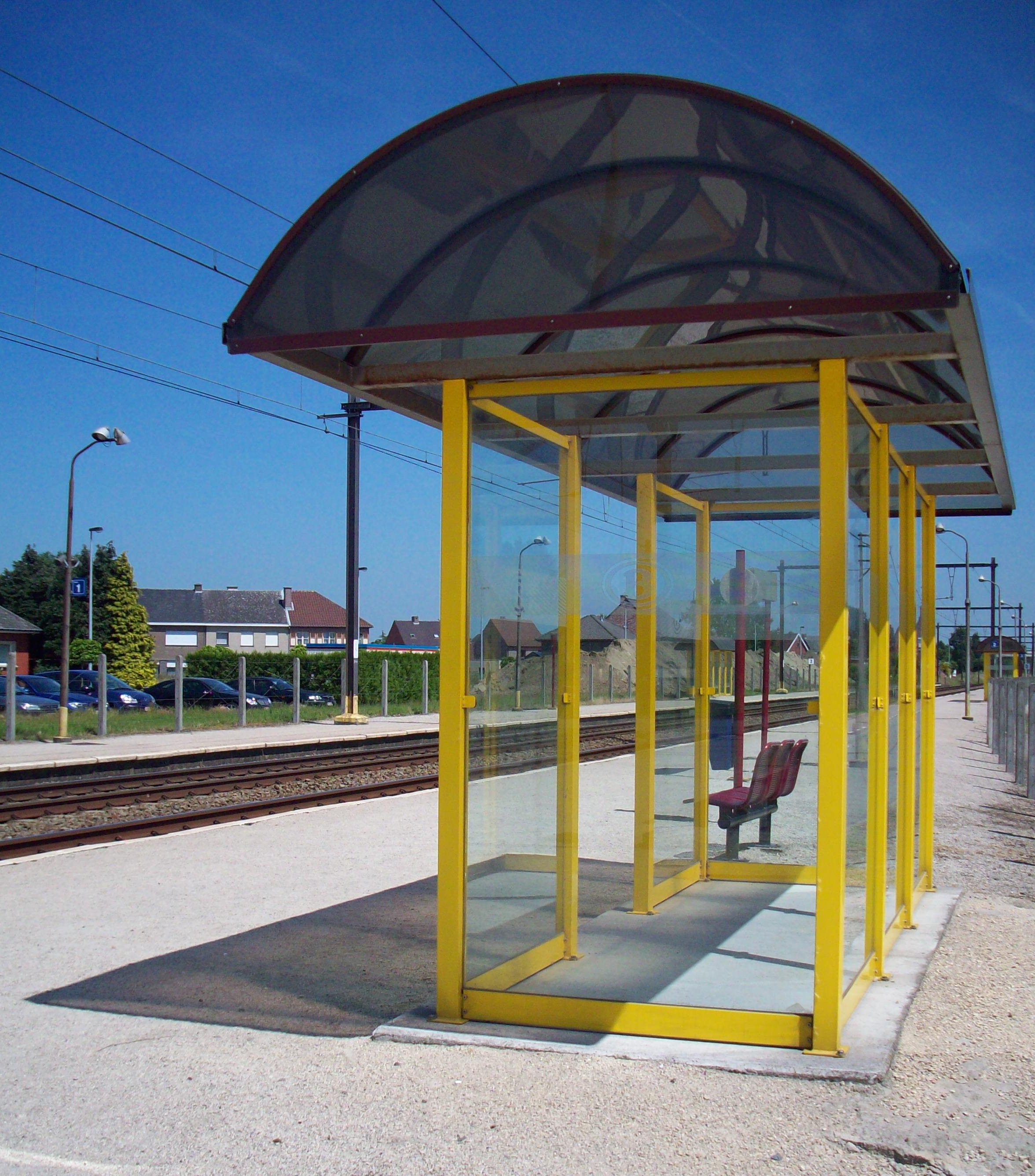
Wachthuisje type "Mechelen"
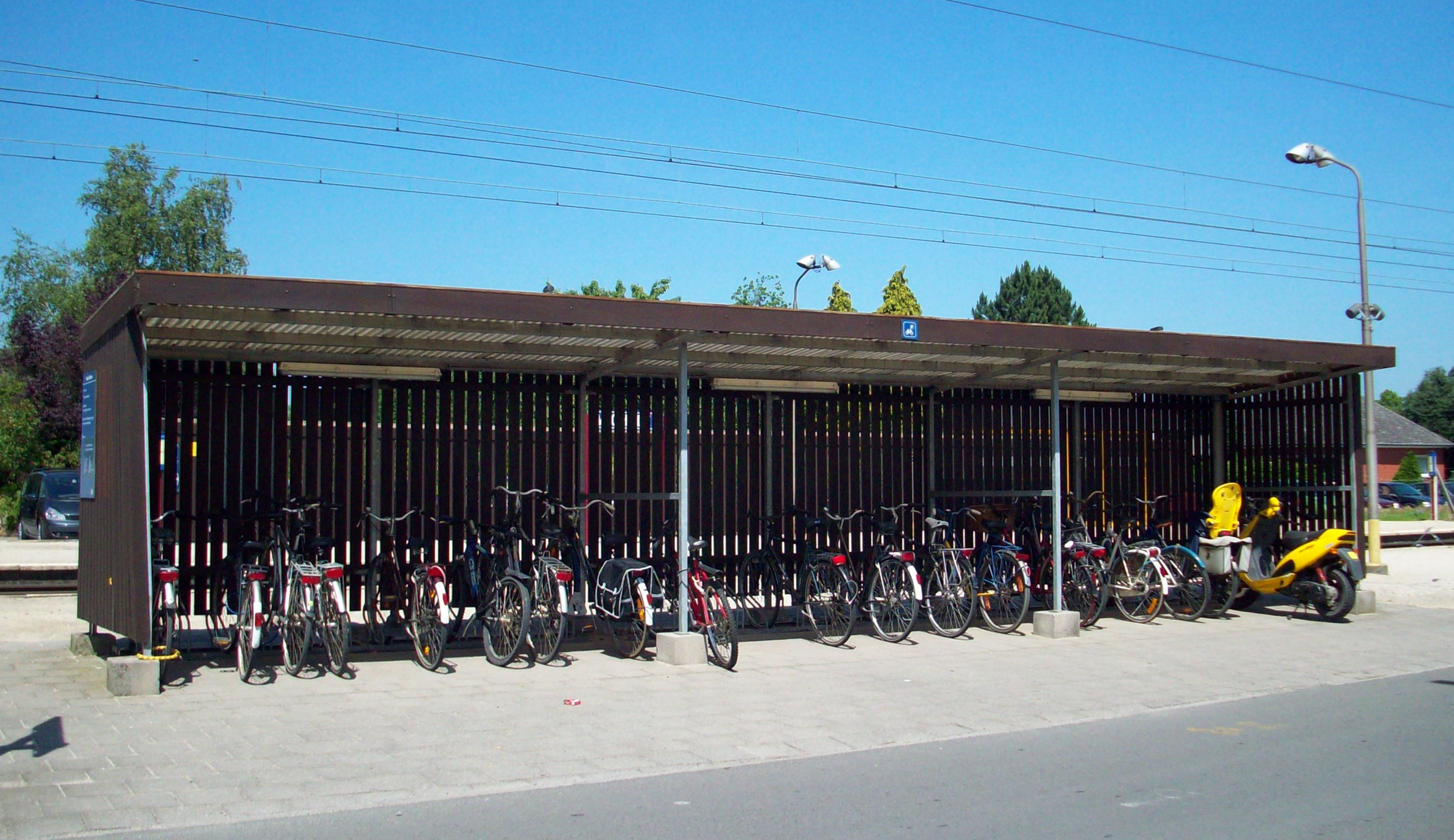
Fietsenstalling

## Treindienst
| Serie | Treinsoort     | Route | Bijzonderheden |
| ----- | -------------- | --- | --- |
| L 550 | L-trein (NMBS) | Mechelen – Dendermonde – Wichelen – Gent-Sint-Pieters – Brugge – [ Zeebrugge-Strand ] / [ Zeebrugge-Dorp ] | Rijdt in het weekend tussen Zeebrugge-Strand - Gent-Sint-Pieters. Rijdt enkel in juli en augustus in de week tussen Zeebrugge-Strand - Mechelen. |
| L 850 | L-trein (NMBS) | Mechelen – Dendermonde – Wichelen – Gent-Sint-Pieters – Kortrijk                                           | Rijdt alleen in het weekend. |

## Reizigerstellingen
De grafiek en tabel geven het gemiddeld aantal instappende reizigers weer op een week-, zater- en zondag.
| Tabel: aantal instappende reizigers station Wichelen | Tabel: aantal instappende reizigers station Wichelen | Tabel: aantal instappende reizigers station Wichelen | Tabel: aantal instappende reizigers station Wichelen |
|                                                      | Weekdag                                              | Zaterdag                                             | Zondag                                               |
| ---------------------------------------------------- | ---------------------------------------------------- | ---------------------------------------------------- | ---------------------------------------------------- |
| 1977                                                 | 67                                                   | 9                                                    | -                                                    |
| 1978                                                 | 111                                                  | 11                                                   | -                                                    |
| 1979                                                 | 94                                                   | 2                                                    | -                                                    |
| 1980                                                 | 139                                                  | 19                                                   | 11                                                   |
| 1981                                                 | 123                                                  | 14                                                   | 21                                                   |
| 1982                                                 | 131                                                  | 30                                                   | 15                                                   |
| 1983                                                 | 145                                                  | 25                                                   | 14                                                   |
| 1984                                                 | 171                                                  | 27                                                   | 27                                                   |
| 1985                                                 | 245                                                  | 24                                                   | 30                                                   |
| 1986                                                 | 254                                                  | 29                                                   | 44                                                   |
| 1987                                                 | 173                                                  | 32                                                   | 31                                                   |
| 1988                                                 | 155                                                  | 26                                                   | 25                                                   |
| 1989                                                 | 166                                                  | 15                                                   | 23                                                   |
| 1990                                                 | 165                                                  | 28                                                   | 23                                                   |
| 1991                                                 | 179                                                  | 19                                                   | 11                                                   |
| 1992                                                 | 189                                                  | 36                                                   | 19                                                   |
| 1993                                                 | 214                                                  | 20                                                   | 31                                                   |
| 1994                                                 | 195                                                  | -                                                    | -                                                    |
| 1995                                                 | 161                                                  | -                                                    | -                                                    |
| 1996                                                 | 233                                                  | -                                                    | -                                                    |
| 1997                                                 | 204                                                  | -                                                    | -                                                    |
| 1998                                                 | 216                                                  | -                                                    | -                                                    |
| 1999                                                 | 169                                                  | -                                                    | -                                                    |
| 2000                                                 | 172                                                  | -                                                    | -                                                    |
| 2001                                                 | 157                                                  | -                                                    | -                                                    |
| 2002                                                 | 176                                                  | -                                                    | -                                                    |
| 2003                                                 | 149                                                  | -                                                    | -                                                    |
| 2004                                                 | 138                                                  | -                                                    | -                                                    |
| 2005                                                 | 158                                                  | -                                                    | -                                                    |
| 2006                                                 | 171                                                  | -                                                    | -                                                    |
| 2007                                                 | 150                                                  | -                                                    | -                                                    |
| 2008                                                 | -                                                    | -                                                    | -                                                    |
| 2009                                                 | 180                                                  | -                                                    | -                                                    |
| 2010                                                 | -                                                    | -                                                    | -                                                    |
| 2011                                                 | -                                                    | -                                                    | -                                                    |
| 2012                                                 | 146                                                  | -                                                    | -                                                    |
| 2013                                                 | 173                                                  | -                                                    | -                                                    |
| 2014                                                 | 158                                                  | -                                                    | -                                                    |
| 2015                                                 | 123                                                  | -                                                    | -                                                    |
| 2016                                                 | 150                                                  | -                                                    | -                                                    |
| 2017                                                 | 229                                                  | -                                                    | -                                                    |
| 2018                                                 | 158                                                  | -                                                    | -                                                    |
| 2019                                                 | 204                                                  | -                                                    | -                                                    |
| 2020                                                 | 108                                                  | -                                                    | -                                                    |
| 2021                                                 | -                                                    | -                                                    | -                                                    |
| 2022                                                 | 246                                                  | 107                                                  | 153                                                  |
| 2023                                                 | 246                                                  | 90                                                   | 84                                                   |
| 2024                                                 | 234                                                  | 124                                                  | 92                                                   |

0,0: Schellebelle ·
2,8: Wichelen ·
5,8: Schoonaarde ·
9,7: Oudegem ·
12,5: Dendermonde ·
16,2: Baasrode-Zuid ·
18,2: Koude Haard ·
19,6: Buggenhout ·
21,6: Malderen ·
23,3: Molenheide ·
26,4: Londerzeel ·
28,2: Londerzeel-Oost ·
29,0: Ramsdonk ·
31,0: Kapelle-op-den-Bos ·
34,9: Heike ·
36,6: Hombeek ·
38,8: Brusselsesteenweg ·
39,6: Mechelen ·
42,6: Muizen ·
44,5: Hever ·
46,2: Biststraat ·
48,1: Boortmeerbeek ·
51,4: Haacht ·
52,5: Wespelaar-Heike ·
53,4: Wespelaar-Tildonk ·
55,8: Hambos ·
58,3: Wakkerzeelsesteenweg ·
59,4: Wijgmaal ·
64,1: Leuven